# San Pedro de La Cueva
San Pedro de La Cueva är en ort i Mexiko.   Den ligger i kommunen San Pedro de la Cueva och delstaten Sonora, i den nordvästra delen av landet, 1 500 km nordväst om huvudstaden Mexico City. San Pedro de La Cueva ligger 350 meter över havet och antalet invånare är 1 056.
Terrängen runt San Pedro de La Cueva är kuperad österut, men västerut är den platt. San Pedro de La Cueva ligger nere i en dal som går i nord-sydlig riktning.  Trakten runt San Pedro de La Cueva är nära nog obefolkad, med mindre än två invånare per kvadratkilometer. Det finns inga andra samhällen i närheten. I omgivningarna runt San Pedro de La Cueva växer huvudsakligen savannskog.